# 神町駐屯地
神町駐屯地（じんまちちゅうとんち、JGSDF Camp Jinmachi）は、山形県東根市に所在し、第6師団司令部等が駐屯する陸上自衛隊の駐屯地である。

## 概要
第6師団司令部がおかれている他、多数の部隊が所在する。駐屯地司令は、第6師団副師団長が兼務。
最寄の演習場は、大高根演習場（村山市）。総面積は約170万平方メートル。
駐屯地の面積は、東西約3km、南北約1km、外周約8kmの総面積約174万㎡（東京ドーム約37個分）あり、陸上自衛隊の駐屯地としては6番目の広さを持つ。

## 沿革
日本海軍

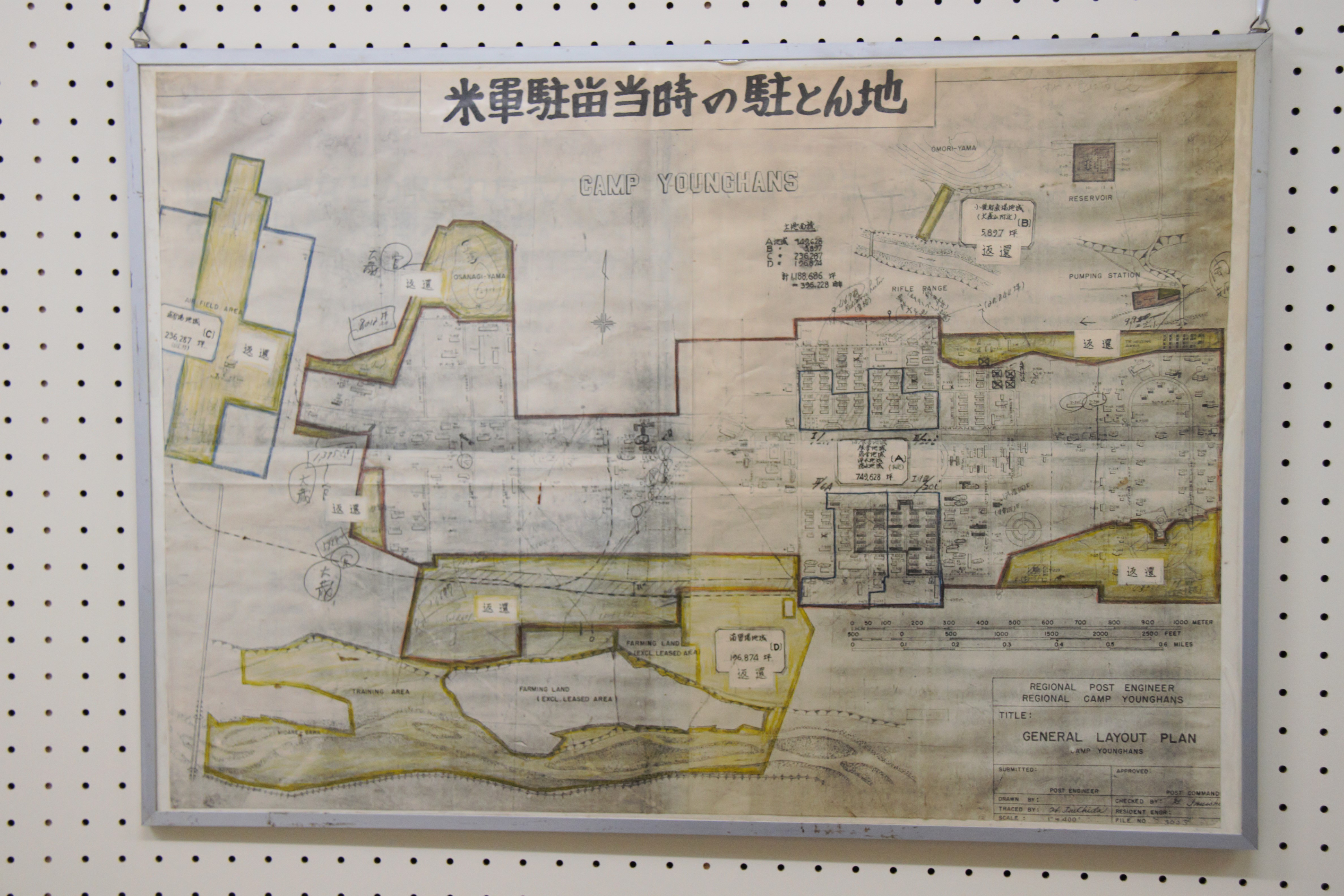
神町駐屯地敷地内の防衛館にて展示されるアメリカ軍駐留時の神町駐屯地の地図

- 1942年（昭和17年）：神町海軍航空隊が設置される。

アメリカ軍「神町キャンプ」
- 1945年（昭和20年）：戦争終結後、米軍が進駐し「神町キャンプ」として使用される。

陸上自衛隊神町駐屯地
- 1956年（昭和31年）11月15日：日本に返還、「陸上自衛隊神町駐屯地」として発足[3]。第20普通科連隊が青森駐屯地から移駐。
- 1957年（昭和32年）
  - 4月10日：第21普通科連隊第1大隊が高田駐屯地から移駐。
  - 12月7日：第105施設大隊が久居駐屯地から移駐。
- 1960年（昭和35年）8月12日：第105施設大隊が第6施設大隊に、従来の第6施設大隊（福島駐屯地）が第105施設大隊にそれぞれ改編。第6施設大隊第4施設中隊を新編。
- 1961年（昭和36年）8月10日：第6管区総監部が多賀城駐屯地から移駐。
- 1962年（昭和37年）
  - 8月8日：第21普通科連隊第1大隊が秋田駐屯地に移駐。
  - 8月15日：第6管区隊が第6師団に改編。
- 1990年（平成02年）3月26日：第6後方支援連隊が編成完結。
- 2006年（平成18年）3月27日：東北方面輸送隊隷下に第105輸送業務隊第3端末地業務班を新編。
- 2018年（平成30年）3月27日：東北方面輸送隊第105輸送業務隊第3端末地業務班を廃止し、陸上自衛隊中央輸送隊隷下の第2方面分遣隊第3端末地業務班に改編。

## 駐屯部隊

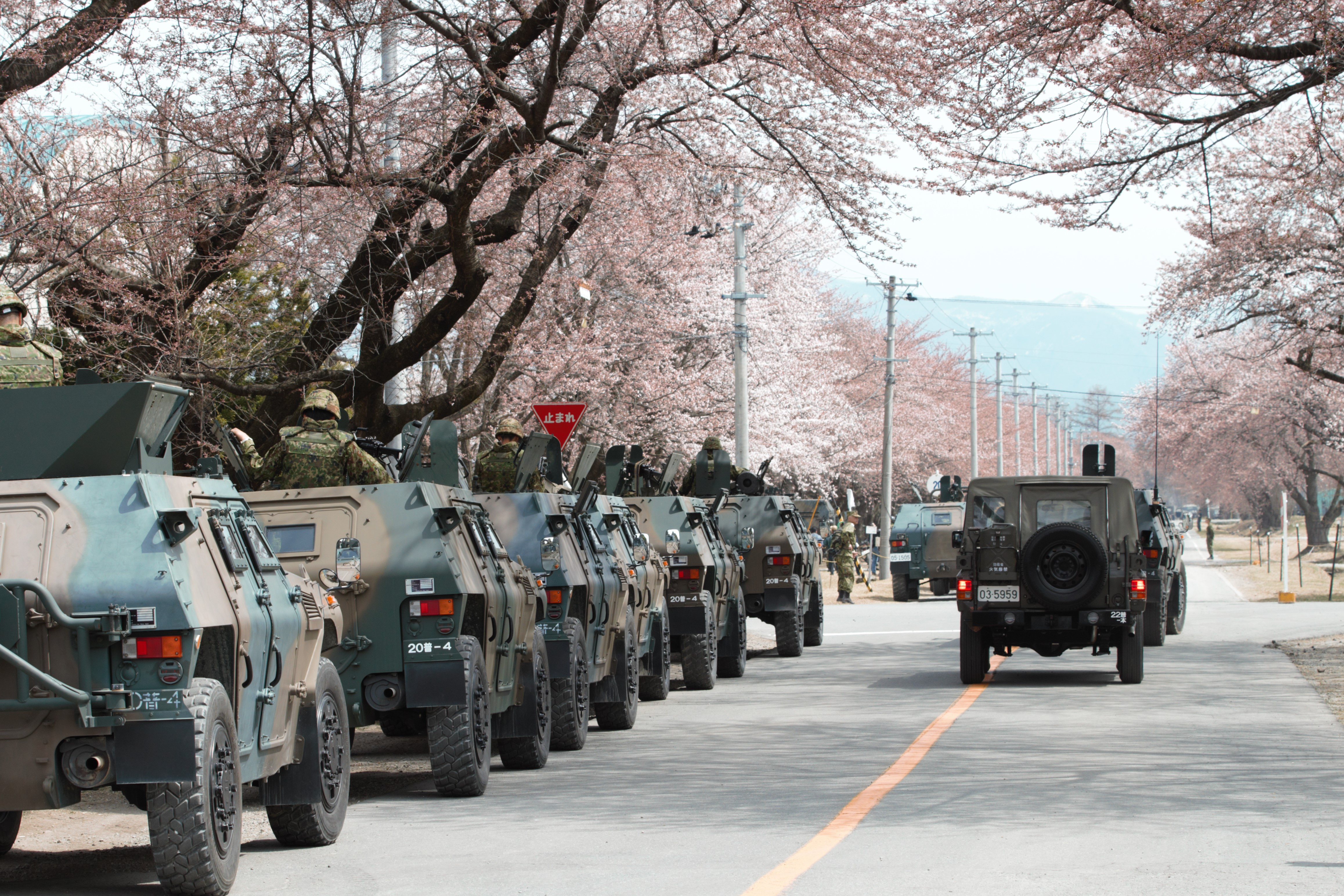
同駐屯地敷地内の様子（2014年4月、第6師団52周年、神町駐屯地58周年創立記念行事）

### 東北方面隊隷下部隊
- 第6師団
  - 第6師団司令部
  - 第20普通科連隊
  - 第6後方支援連隊
  - 第6施設大隊
  - 第6通信大隊
  - 第6情報隊
  - 第6飛行隊（山形空港内に施設がある）
  - 第6特殊武器防護隊
  - 第6師団司令部付隊
  - 第6音楽隊
- 東北方面航空隊
  - 東北方面管制気象隊
    - 第2派遣隊
- 東北方面システム通信群
  - 第103基地システム通信大隊
    - 第315基地通信中隊
- 東北方面会計隊
  - 第401会計隊
- 神町駐屯地業務隊

### 防衛大臣直轄部隊
- 警務隊
  - 東北方面警務隊
    - 第124地区警務隊
- 陸上自衛隊中央輸送隊
  - 第2方面分遣隊
    - 第3端末地業務班

## 最寄の幹線交通
- 高速道路：山形自動車道 山形北IC、東北中央自動車道 東根IC
- 一般道：国道13号、国道48号、国道287号、国道458号、山形県道20号山形羽入線、山形県道29号尾花沢関山線、山形県道296号新田神町停車場線
- 鉄道：JR東日本山形新幹線さくらんぼ東根駅、山形線 神町駅
- 港湾：酒田港（重要港湾）、加茂港（地方港湾）
- 飛行場：山形空港（第二種空港）、庄内空港（第三種空港）

## 重要施設
- 酒田共同火力発電所（出力70.0万kW。石炭）（酒田市）
- 酒田変電所（超高圧変電所）（酒田市）
- 新庄変電所（一次変電所）（最上郡大蔵村）
- 西山形変電所（一次変電所）（東村山郡山辺町）
- 山形幹線（新庄変電所から西山形変電所までの約53kmを通過する、27万5千Vの超高圧送電線。なお、50万V送電の設計である）
- 最上幹線（酒田変電所から新庄変電所までの約50kmを通過する、15万4千Vの超高圧送電線）
- 陸羽幹線（新庄変電所から宮城変電所までの約30kmを通過する、27万5千Vの超高圧送電線）

## 不祥事
- 2019年（令和元年）11月26日 - 業務隊の男性准陸尉（50代）が、倉庫に保管されていた廃棄処分予定の戦闘服など約400点を盗み、複数回にわたりオークションで売却し、約350万円の売却益を得た。駐屯地は11月26日、男性准陸尉を懲戒免職処分にしたと発表。駐屯地は売られた物品を回収する方針[4]。
- 2019年（令和元年）11月26日 - 業務隊の上記とは別の男性准陸尉（50代）が、10月3日午後5時ごろ、東根市内の商業施設駐車場で、酒気を帯びた状態で自家用車を運転。車が故障し駆け付けた警察官が呼気検査を行い飲酒運転が発覚した。駐屯地は11月26日、男性准陸尉を停職（3ヵ月）の懲戒処分としたと発表[4]。
- 2020年（令和2年）6月16日 - 第6施設大隊の男性1等陸曹（50代）が、2019年12月4日午後10時半ごろ、東根市内の飲食店で同僚と飲酒後、私用車を運転（酒気帯び運転）。若木神社境内にある木製の鳥居に衝突して損壊させたが、通報せずに逃げた疑い。村山警察署は先月14日に道路交通法違反の疑いで男性1等陸曹を書類送検。駐屯地は6月16日、男性1等陸曹を停職（5か月）の懲戒処分にした[5]。
- 2020年（令和2年）6月16日 - 第6師団司令部付隊の男性3等陸曹（20代）が、2019年10月18日、駐屯地の宿舎で、同部屋の隊員の財布から現金1万円を盗んだ。「遊興費が欲しかった」と話しているという。駐屯地は6月16日、男性3等陸曹を懲戒免職処分にした[5]。